# Beija-flor-de-orelha-violeta
Colibri-d'orelhas-oriental ou beija-flor-de-orelha-violeta (Colibri serrirostris) também conhecido como beija-flor-do-canto, colibri-de-canto e beija-flor-cantador é uma espécie de ave da família Trochilidae de nome científico Colibri serrirostris do espanhol colibri= beija-flor; e do latim serra= serra, serrilhado; e rostris= bico,beija-flor do bico serrilhado.  Possui estatura média de 15 cm. É caracterizada por sua coloração esverdeada com tons de azul no peitoral e uma mancha arredondada de coloração violeta próxima aos olhos, característica responsável pela origem de seu nome popular. Todavia, essa mancha violeta é característica exclusiva para machos. As fêmeas, por sua vez, apresentam coloração mais verde esbranquiçada, menos vistosa e menor que o macho apresentando cerca de 12 cm de envergadura. Alimentam-se do néctar de flores e pequenos artrópodes.  Devido ao seus hábitos alimentares está entre os animais responsáveis pela polinização de até 15% das espécies de plantas das comunidades da Região neotropical.
A espécie é encontrada nas regiões do Piauí, Bahia e Espírito Santo (para o Oeste de Goiás e Mato Grosso). Assim como, na Região sul do país (Rio Grande do Sul). Coabita regiões de Mata Atlântica,Cerrado e Mata de Araucárias, o beija-flor-de-orelha-violeta sofreu forte impacto populacional devido ao desmatamento maciço dessas áreas para fins, sobretudo agrários. Devido ao desmatamento, atualmente, está sinalizado no estado de conservação de vulnerabilidade. Também é avistado na Bolívia e Argentina.

## Características
A ave possui duas protuberâncias de penas da cor violeta, uma em cada lado da cabeça ( daí o nome popular). O macho possui cerca de 15 (quinze) centímetros, é esverdeado com tons de azul Navy no peito, nas extremidades das asas e na cabeça é possível notar também uma mancha azulada abaixo dos olhos, dando o encontro com a orelha violeta. Abaixo do peito, perto da cauda, o verde se torna esbranquiçado e vai clareando até se tornar branco puro, então liga-se com a cauda, que é longa, de um tom preto esverdeado, a mesma tonalidade das asas. Por outro lado, a Fêmea tem uma coloração verde assim como o macho porém não tão acentuada, sendo mais próxima do branco, além disso, ela não possuí as "orelhas violetas", e sua envergadura não costuma ultrapassar 12 (doze) centímetros. Quando filhote, apresentam plumagem da cor marrom com tons de verde que com o passar do tempo começa a tornar-se predominante, até quando se torna jovem e esverdeado, e no caso do macho o aparecimento das penas violeta na lateral da cabeça e o verde no caso da fêmea a cor branca predominante sobre o tom do verde das penas que revestem todo seu corpo. Alimentam-se do néctar de flores e pequenos artrópodes. Devido ao seus hábitos alimentares está entre os animais responsáveis pela polinização de até 15% das espécies de plantas das comunidades da Região neotropical.

## Distribuição
De distribuição vasta, a espécie desse animal pode ser encontrada comumente em diversos lugares do Brasil, alguns destes são descritos a seguir: Piauí, Bahia e Espírito Santo (para o Oeste de Goiás e Mato Grosso). Daí, em direção ao Sul (leia-se Rio Grande do Sul); também é avistado na Bolívia e Argentina. Devido ao desmatamento maciço dessas áreas para fins, sobretudo agrários notou-se grandes impactos no que se refere a diminuição populacional da espécie em questão .

## Estado de conservação
Devido ao desmatamento, atualmente está sinalizado no estado de conservação de vulnerabilidade.

## Alimentação
O beija-flor-de-orelha-violeta alimenta-se do néctar da grande diversidade de flores existentes, esse néctar é bebido durante o voo de libração. É válido lembrar ainda que, essas  aves complementam sua alimentação com pequenos artrópodes como por exemplo: aranhas e formigas.

## Reprodução
No período de acasalamento dessa espécie, o macho para librando diante da fêmea que encontra-se pousada, eriçando os tufos arroxeados para a frente e para cima. A fêmea monta o seu ninho apoiado em porções de alguma estrutura vegetal (como um ramo bifurcado em formato de "y", popularmente conhecido conhecido por "forquilhas" ). Para o processo de montagem do ninho ela utiliza pequenos gravetos, papéis encontrados no chão e teias de aranha. A partir daí ela enrola tudo formando uma “cestinha” perfeitamente redonda que servirá de suporte para em média 1 ou 2 ovos muito brancos que serão postos ( esses ovos .podem apresentar algum tipo de variação na cor, devido ao contato com líquens que interagem com o material do ninho), A partir daí, a fêmea fica no ninho quase o tempo todo, só saindo raramente nos horários quentes do dia para se alimentar, pois geralmente o macho já lhe traz a comida, tendo em vista, que caso ela saia  numa hora do dia extremamente fria, os embriões correm grande risco de morte. Quando os ovos começam a eclodir, a fêmea percebe , mas, se recusa a sair do ninho, e mesmo sendo forçada a sair continua nele e, só sai quando o perigo é grande demais, porém só depois de ter plena convicção de que não há mais condição de permanecer no ninho.

## Hábitos
Essa ave vive em bordas de floresta, capoeiras, cerrados, campos, cidades, parques e jardins. Habita os cerrados no período de chuvas e com a chegada da seca passa a frequentar a borda das matas ciliares. Nesse período  destaca-se pelo canto frequente, durante todo o dia, desde o nascer até o por do sol. É um chamado muito alto, curto e bastante agudo, composto por quatro notas, repetidas de forma contínua. No outono migra localmente das regiões mais altas para os vales. É bastante territorial, defendendo agressivamente suas flores.

## Biologia e comportamento social
Essa ave é bastante ativa e costuma visitar as mesmas plantas todos os dias. Ao dormir, a temperatura corporal da mesma abaixa para cerca de 24° C e desta forma poupa energia com a finalidade de utiliza-lá durante o voo. Nesse momento é gasto grande quantidade do que foi poupado, devido à rápida movimentação das asas que permitem estabilidade corporal para um bom desempenho na realização de outras ações enquanto voa.

## Curiosidades
- É frequentemente um dos beija-flores mais comuns do Brasil.[12]
- Esses animais também são chamados de zununes[14] por causa do zumbido característico que suas asas fazem enquanto voam. Seu movimento para cima e para baixo tem uma ordem aproximada de 70 vezes por segundo.
- Seu aspecto pequeno e sua  alta velocidade de voo tornam-lhe o único pássaro com a capacidade de planejar/planar em seu voo (como acontece no período de acasalamento[12]). Eles são considerados os menores pássaros do mundo[14]. Sua origem é na América Central, mas é possível encontrá-lo em mais áreas do mundo.
- são capazes de visitar mais de 1000 flores em um único dia para procurar comida. Eles podem comer até 60 vezes por dia para repor a grande quantidade de energia que usam no voo.[14]
- A língua dessa ave têm um formato em "W" para colaborar na "drenagem" do néctar, de modo que seus longos bicos facilitam a obtenção da profundidade das flores.[14]

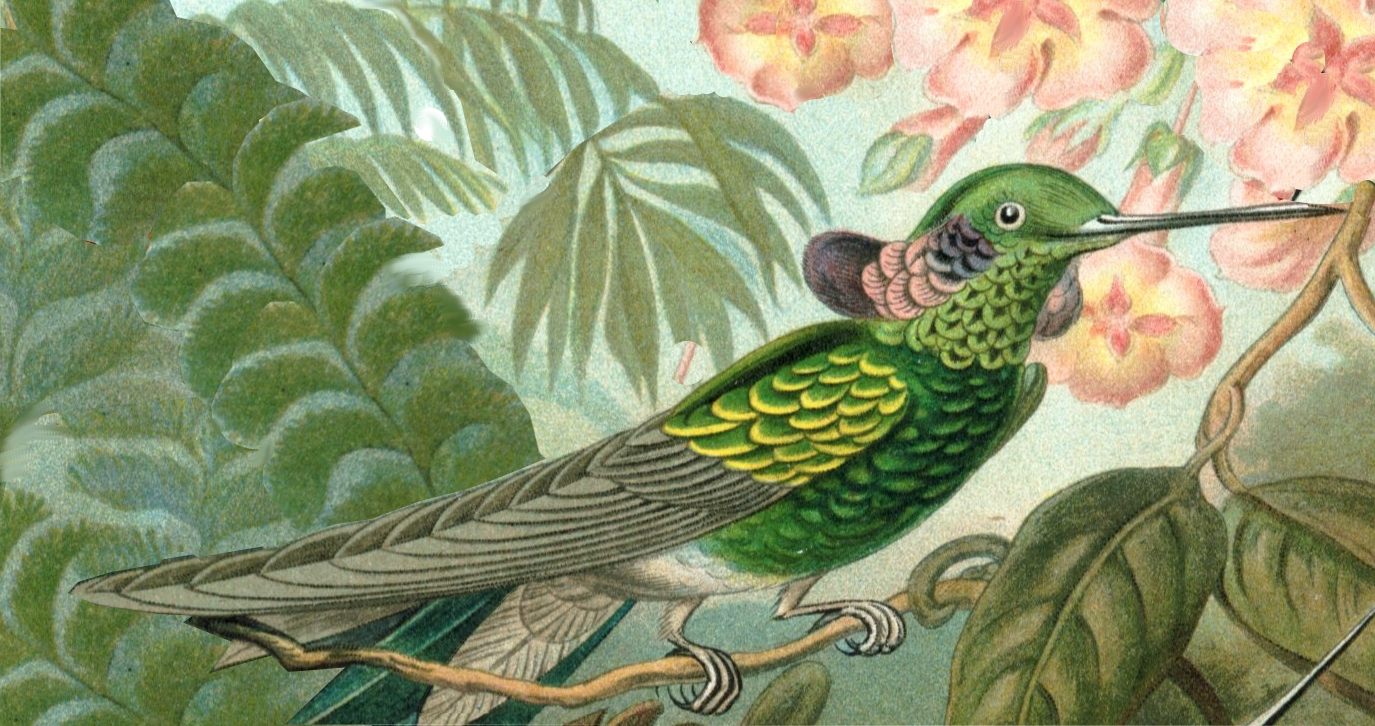
Adult male